# Судак морський
Судак морський, або буговець (Sander marinus) — вид риб родини окуневих, роду судак. Раритетний вид риб, занесений до Червоної книги України та інших природоохоронних документів.

## Зовнішній вигляд
Відрізняється від судака звичайного і берша меншими очима і меншим числом гіллястих променів у спинному плавці. Досягає довжини 60 см.

## Поширення
Поширений в північно-західній частині Чорного моря, в середньому та південному Каспії. Морський судак Каспійського моря в річки не входить і уникає опріснених районів. З Дніпровсько-Бузького лиману поодинокі особини заходить до гирла Дніпра та Бугу. Каспійський судак віддає перевагу щільним ґрунтам.

## Спосіб життя, розмноження
Статевої зрілості частково досягає у дворічному віці. Нереститься навесні на кам'янистих ділянках. Ікра більша, ніж у звичайного судака. У залежності від розмірів плодючість коливається від 13 до 126 тис. ікринок. Морський судак охороняє ікру, до якої особливо охочі бички. Головна їжа судака — бички, кільки, атерини, молодь оселедця, креветки. Промислове значення його невелике.

## Охорона
На більшій частині ареалу стан природних популяцій виду залишається більш-менш стабільним. Саме тому він, згідно з Червоним списком МСОП, отримав охоронний статус «відносно благополучний вид». Але в окремих регіонах спостерігається тенденція до зниження чисельності популяції виду. Тому судак морський занесений до Червоної книги України (охоронна категорія: зникаючий вид) та Червоної книги Чорного моря (охоронна категорія: вид перебуває в небезпечному стані).
Чисельність особин мізерна через порушення типових біотопів у результаті зміни гідрологічного, хімічного, біологічного режимів водойм, спричиненої гідротехнічним будівництвом, а також забруднення води і надмірний вилов. Відповідно до Постанови Кабінету Міністрів України від 07.11.12 р. № 1030 «Про розмір компенсації за незаконне добування, знищення або пошкодження видів тваринного і рослинного світу, занесених до Червоної книги України, а також за знищення чи погіршення середовища їх перебування (зростання)» розмір компенсації за незаконне добування, знищення або пошкодження однієї особини судака морського, судака буговець, занесеного до Червоної книги України складає 700 грн.